# Gilmanton
Gilmanton és una població dels Estats Units a l'estat de Nou Hampshire. Segons el cens del 2000 tenia 3.060 habitants.

## Demografia
Segons el cens del 2000, Gilmanton tenia 3.060 habitants, 1.165 habitatges, i 900 famílies. La densitat de població era de 20,7 habitants per km².
Dels 1.165 habitatges en un 33,1% hi vivien nens de menys de 18 anys, en un 68,8% hi vivien parelles casades, en un 5,5% dones solteres, i en un 22,7% no eren unitats familiars. En el 17,2% dels habitatges hi vivien persones soles el 5,8% de les quals corresponia a persones de 65 anys o més que vivien soles. El nombre mitjà de persones vivint en cada habitatge era de 2,62 i el nombre mitjà de persones que vivien en cada família era de 2,96.
Per edats la població es repartia de la següent manera: un 24,2% tenia menys de 18 anys, un 5,9% entre 18 i 24, un 30,5% entre 25 i 44, un 27,6% de 45 a 60 i un 11,7% 65 anys o més.
L'edat mediana era de 40 anys. Per cada 100 dones de 18 o més anys hi havia 100,1 homes.
La renda mediana per habitatge era de 50.542$ i la renda mediana per família de 51.712$. Els homes tenien una renda mediana de 37.077$ mentre que les dones 27.727$. La renda per capita de la població era de 23.163$. Entorn del 3,3% de les famílies i el 5,9% de la població estaven per davall del llindar de pobresa.